# Vitalij Kuprij
Vitalij Kuprij (em ucraniano:  Віталій Купрій; (Ucrânia, 7 de Julho de 1974 - EUA, 20 de fevereiro de 2024) foi um tecladista ucraniano, notório por se trabalho com as bandas Artension ,Trans-Siberian Orchestra e Ring of Fire. Morreu em 20 de fevereiro de 2024, de ataque cardíaco. 

## Prêmios
Entre os prêmios que ganhou, estão:
- First prize do prestigiado "All Union Chopin Competition", União Soviética.
- First prize do "the Chicago Piano Competition";
- First prize do "the New York Piano Competition";
- First prize do "the Cleveland Piano Competition";

## Discografia
Solo
- High Definition (full-length, 1997)
- Extreme Measures (full-length, 1998)
- VK3 (full-length, 1999)
- Works of Liszt and Chopin (full-length, 2001)
- Forward and Beyond (full-length, 2004)
- The Modern European Tradition (full-length, 2005)
- Revenge (full-length, 2005)
- Glacial Inferno (full-length, 2007)
- Glacial Inferno & Revenge (compilation, 2007)
- 12 Months of the Year (full-length, 2008)

Com a banda "Ring of Fire"
- The Oracle (2001)
- Burning Live in Tokyo (2002)
- Dreamtower (2003)
- Battle of Leningrad (2014)

Com a banda "Artension"
- Into the Eye of the Storm (1996)
- Phoenix Rising (1997)
- Forces of Nature (1999)
- Machine (2000)
- Sacred Pathways (2001)
- New Discovery (2002)
- Future World (2004)

Com a "Trans-Siberian Orchestra"
- Dreams of Fireflies (On a Christmas Night) (2012)
- Letters From the Labyrinth (2015)